# Usando
Usan-do (coréen : 우산도, 于山島) est un nom historique d'une île de la mer de l'Est (mer du Japon) décrite dans les documents coréens, qui faisait partie de l'ancien État d'Usan-guk, mais son identité exacte est disputée.
Il peut s'agir des îles suivantes :
- Ulleungdo ;
- Jukdo, une île coréenne située à 4 km à l'est d'Ulleungdo ;
- Les rochers Liancourt, un groupe d'îlots contestés maintenant connu sous le nom de Dokdo en Corée et Takeshima au Japon.

## Cartes anciennes coréennes de Usan-do

Usan-do
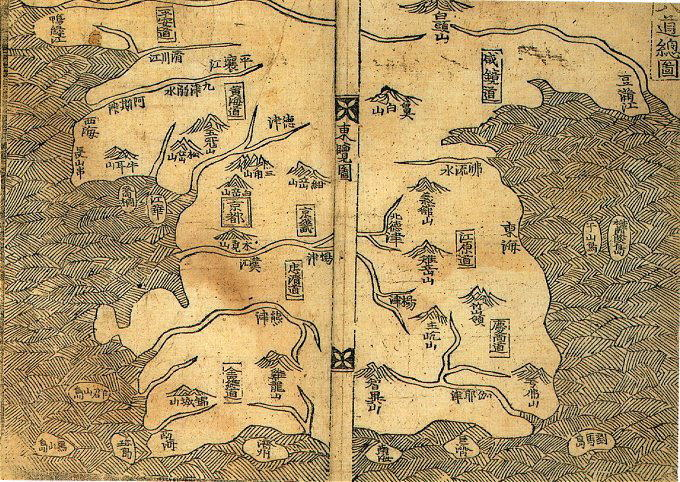
Carte Joseon (1530).
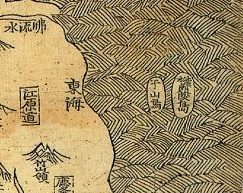
Carte Joseon (1530) : Ulleungdo (鬱陵島) et Usan (于山島).
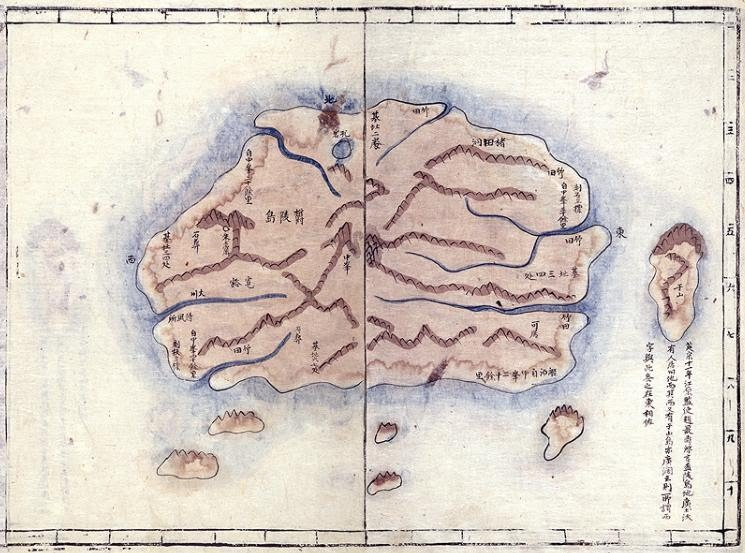
Kim Jeong-ho "Daedongyeojido" (1861) ：Ulleungdo (鬱陵島) et Usando (于山).
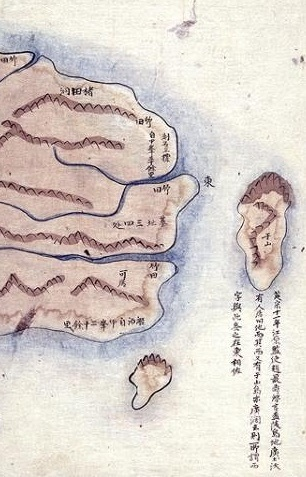
Kim Jeong-ho "Daedongyeojido" (1861) ： Est de Ulleungdo (鬱陵島) et Usando (于山).
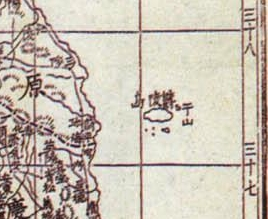
Une carte par l'Empire coréen : Ulleungdo (鬱陵島) et Usan (于山).